# Long Live Rock 'n' Roll
Long Live Rock 'n' Roll är det brittiska hårdrocksbandet Rainbows tredje studioalbum, släppt 1978. Två singlar från albumet släpptes, titelspåret och "L.A. Connection". Efter utgivningen av detta album lämnade Ronnie James Dio, David Stone och Bob Daisley gruppen.

## Låtlista
Samtliga låtar skrivna av Ritchie Blackmore och Ronnie James Dio, om inte annat anges.
| Nr | Titel                                      | Längd |
| -- | ------------------------------------------ | ----- |
| 1. | Long Live Rock 'n' Roll                    | 4:25  |
| 2. | Lady of the Lake                           | 3:39  |
| 3. | L.A. Connection                            | 5:02  |
| 4. | Gates of Babylon                           | 6:51  |
| 5. | Kill the King (Blackmore, Dio, Powell)     | 4:31  |
| 6. | The Shed (Subtle) (Blackmore, Dio, Powell) | 4:48  |
| 7. | Sensitive to Light                         | 3:08  |
| 8. | Rainbow Eyes                               | 7:27  |

## Medverkande
- Ritchie Blackmore – gitarr
- Ronnie James Dio – sång
- Cozy Powell – trummor
- Bob Daisley – bas
- David Stone – keyboard

### Övriga medverkande
- Ferenc Kiss – fiol
- Nico Nicolic – fiol
- Ottmar Machan – altfiol
- Karl Heinz Feit – cello
- Rudi Risavy – flöjt

## Listplaceringar
| Plac. | Land           |
| ----- | -------------- |
| 7     | Storbritannien |
| 12    | Norge          |
| 18    | Sverige        |
| 89    | USA            |